# Gulf Highlands (Alabama)
Gulf Highlands est une communauté non-incorporée des États-Unis située dans le comté de Baldwin, en Alabama.
Elle fait partie de l'aire micropolitaine de Daphne–Fairhope–Foley.

## Géographie
Gulf Highlands se trouve à une altitude moyenne de 6 mètres.